# Skohötjärnen (Stensele socken, Lappland)
Skohötjärnen är en sjö i Storumans kommun i Lappland och ingår i Umeälvens huvudavrinningsområde.